# 翠池三叉山
翠池三叉山，位於台灣雪霸國家公園境內，因在翠池南方的山頭，三叉意指3條稜線在此會合而得名。東北方為雪山山脈主稜、南方是大小劍稜線、西北再轉西南方則是雪山西稜線。由翠池三叉山岔路輕裝約4分鐘可達山頂，行政區域屬臺中市和平區平等里，離苗栗縣泰安鄉梅園村的縣巿界不到100公尺，山頂海拔3565公尺，一說為3585公尺，無基石，樹上掛有標示牌。地圖瀏覽器網站有標示步道軌跡，由翠池三叉山岔路口起登。為10翠之第2高峰。